# Parque natural de los Valles Occidentales
El Parque Natural de los Valles Occidentales (en aragonés Parque Natural d'as Vals Occidentals) es un parque natural español situado en el extremo más occidental del Pirineo aragonés, en la comarca de la Jacetania. Abarca los municipios de Aísa, Ansó, Aragüés del Puerto, Borau, Jasa, Valle de Hecho y Canal de Berdún.
Cuenta con 27 073 ha y otras 7 335 de zona periférica de protección. Su altitud oscila entre los 900 m s. n. m. en el fondo de valle y los 2 670 m s. n. m. en la cima del Bisaurín.
Su situación condiciona de manera determinante su clima, de clara influencia atlántica. Por eso la vegetación es húmeda y fresca, con la proliferación de grandes extensiones de hayedos, abetales, bosques de pino negro y tejos.
La población animal es de una riqueza extraordinaria. Todavía resisten algunos ejemplares de oso y es territorio del quebrantahuesos, la nutria, el milano real o el aguilucho pálido.
El parque natural fue creado con la ley 14/2006 del Gobierno de Aragón. Es también ZEC y ZEPA.

## Geografía
El parque natural de los Valles Occidentales se extiende 27 073 ha más 7 335 de zona periférica de protección, por las cabeceras de los ríos Veral, Aragón Subordán, Osia, Estarrún y Lubierre y su relieve ha sido modelado por la acción de los glaciares, que esculpieron esbeltos picos, al tiempo que excavaron circos, valles en U y cubetas que darían lugar a los actuales ibones (lagos de montaña). Éstos, debido al arrastre de materiales por los ríos tienden a rellenarse, originando pequeñas llanuras por donde el agua “zigzaguea” dando lugar a meandros como en Aguas Tuertas.

## Flora y fauna

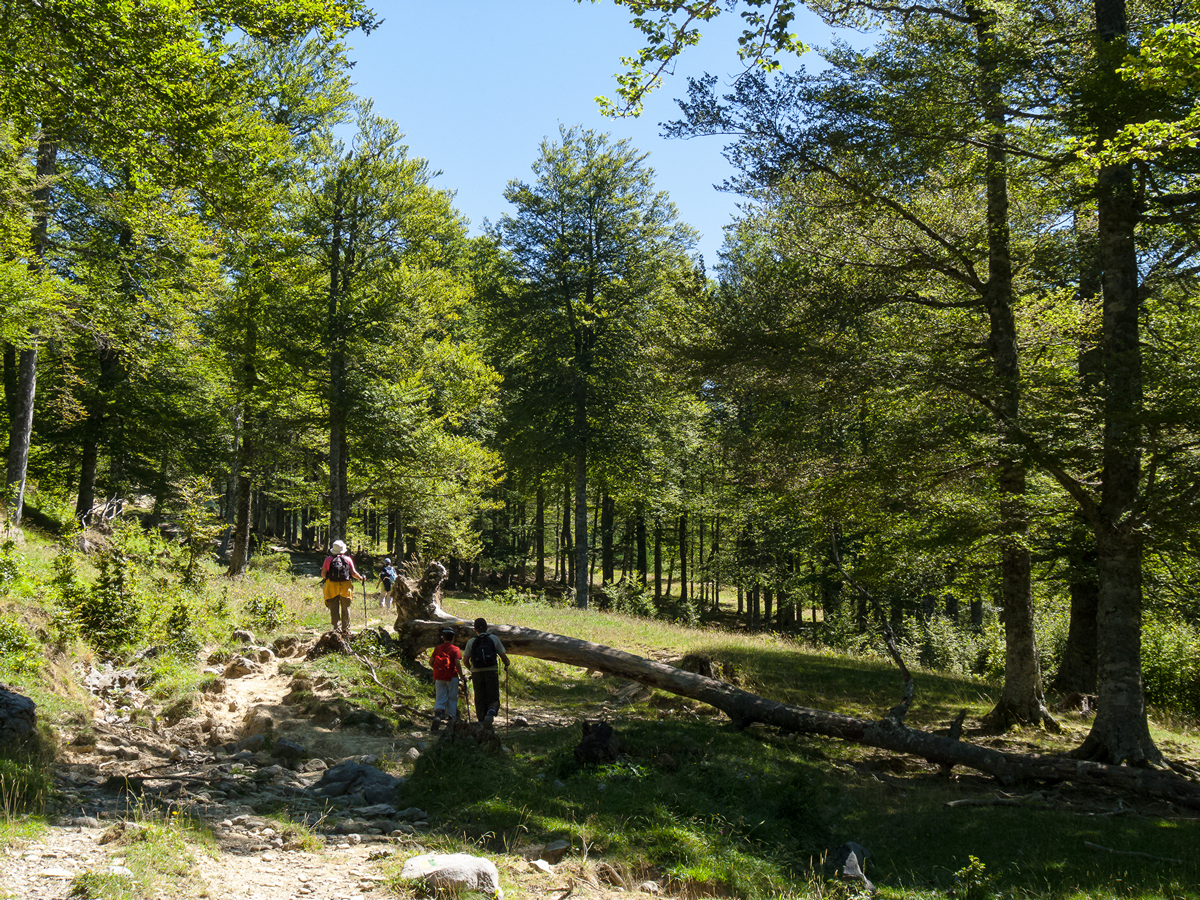
«Hayedo de Gamueta»

La mejor representación del bosque atlántico en Aragón se encuentra en este parque natural emplazado en la esquina noroccidental del Alto Aragón, lindando al norte con Francia y al oeste con Navarra. En la frondosa Selva de Oza las hayas y otras especies de árboles caducifolios se combinan armónicamente con altos abetos y bosques de pino negro.
En el parque natural de los Valles Occidentales se refugian los últimos osos pardos de los Pirineos y encontramos especies poco comunes, como el pico dorsiblanco, el urogallo o la rosalía alpina, un tipo de escarabajo azul.

## Entorno y actividad humana
Los dominios de la alta montaña son territorio de pastos, rocas y nieves. En sus cumbres (Mesa de los Tres Reyes, Pico de Aspe, Bisaurín, etc.), habita la perdiz nival, el sarrio, el armiño, el treparriscos o el gorrión alpino y en sus ibones nutrias y tritones.
Las actividades agropecuarias tradicionales han contribuido a modelar un hermoso paisaje que conjuga los elementos naturales con la mano del hombre. Además en estos valles se ha mantenido interesantes muestras de arquitectura popular, con armoniosos y cuidados cascos urbanos. Las señas de identidad van desde el traje tradicional, al folclore o a la lengua.

## Otras figuras de protección

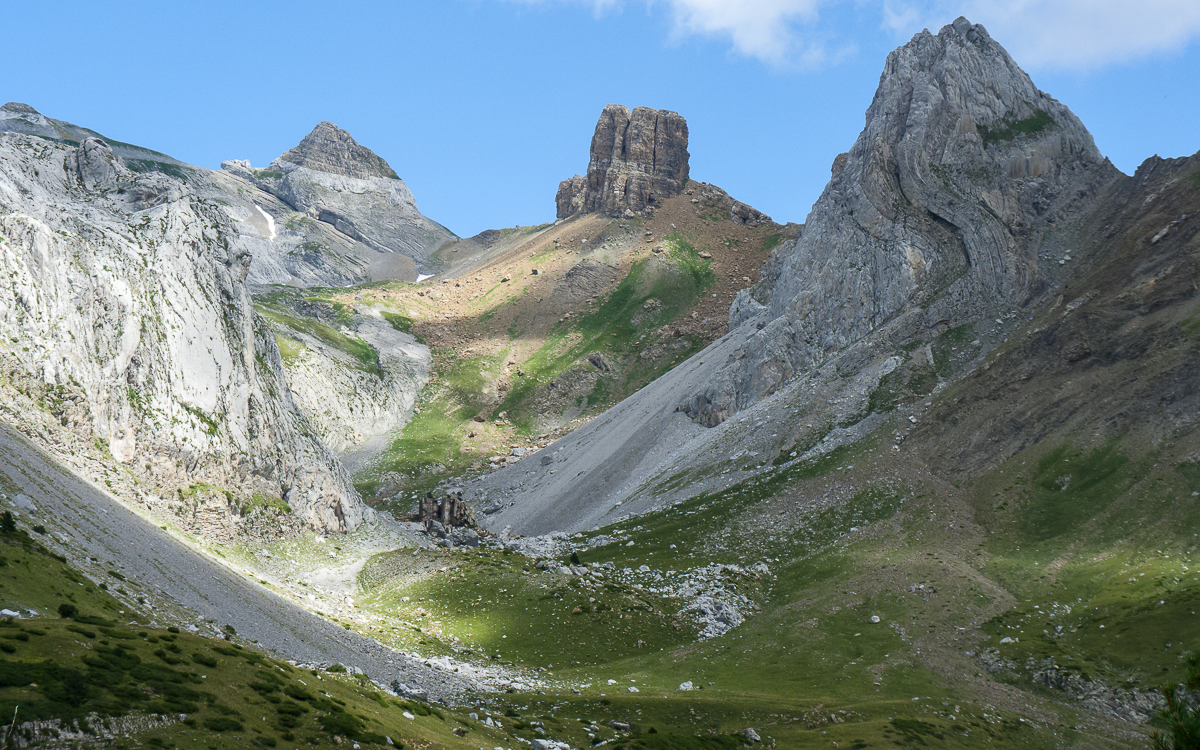
Valle de Aísa, nacimiento del río Estarrún.

La reserva natural cuenta además con otras figuras de protección:
- ZEC: Los Valles, Los Valles Sur, Sierra de los Valles, Aísa y Borau, y Río Veral
- ZEPA: Los Valles, Salvatierra y Foces de Fago.